# Río Buzău
El río Buzău es un río del este Rumania, tributario del río Siret. Su longitud total es de 325 km. Su fuente está al este de Braşov, al sureste de los Cárpatos, fluye generalmente hacia el este, hasta Buzău. El río atraviesa los distritos rumanos de Braşov, Covasna, Buzău y Brăila. Vierte sus aguas en el Siret, en su curso bajo, cerca de su confluencia con el Danubio, al oeste de la ciudad de Galaţi.
Sus principales afluentes son los ríos Bâsca Roziliei, Slănic, Nehoiu y Nişcov.
El curso del río Buzău es aprovechado para obtener energía hidroeléctrica con una central en Nehoiaşu y Cândeşti.

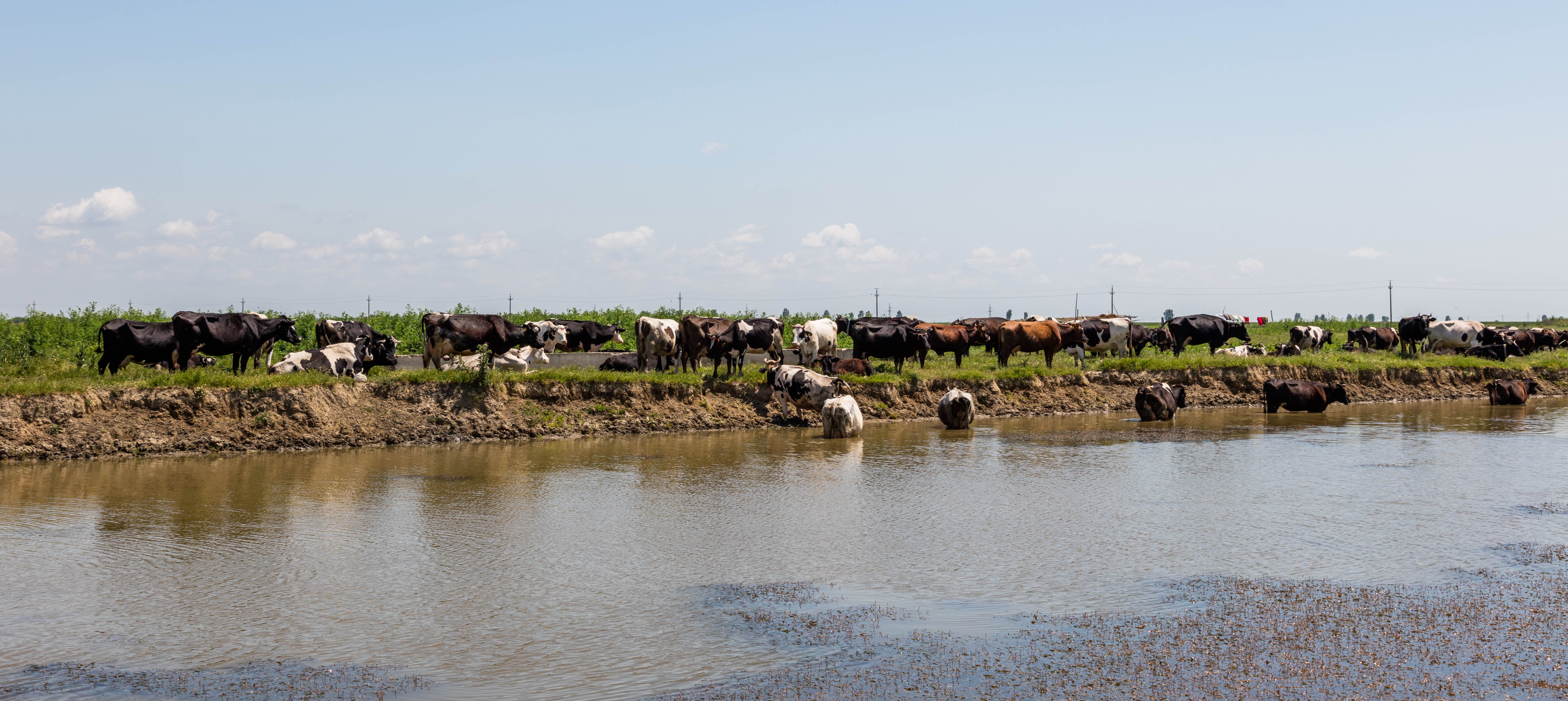
Río a su paso por Surdila Greci.

## Mapas
- Harta judeţului Covasna

- Datos: Q833164
- Multimedia: Buzău River / Q833164